# Kościół Świętych Apostołów Piotra i Pawła w Ziębicach
Kościół Świętych Apostołów Piotra i Pawła – rzymskokatolicki kościół parafialny należący do dekanatu Ziębice archidiecezji wrocławskiej.
Pierwotna świątynia została wzniesiona około 1270 roku jako kaplica szpitalna zakonu Krzyżowców z Czerwoną Gwiazdą. Obecny kościół został wybudowany w latach 1726–1730 w stylu barokowym. Świątynia została wzniesiona na planie krzyża greckiego z wieżą na planie prostokąta przy południowej ścianie. Wnętrze jest jednonawowe, nakrywa je spłaszczona eliptyczna kopuła. Wyposażenie wnętrza pochodzi z czasów budowy kościoła. Po kasacie zakonu w 1810 kościół zamieniono na magazyn wojskowy. W 1864 objęły go elżbietanki.
Od 1972 roku świątynia jest kościołem parafialnym. Parafię w Ziębicach prowadzą księża Chrystusowcy.